# Kazuhito Yamashita
Pour les articles homonymes, voir Yamashita.
Kazuhito Yamashita (山下 和仁, Yamashita) est un guitariste classique japonais, né le 25 mars 1961 à Nagasaki. À l'âge de 32 ans, Yamashita avait déjà enregistré 52 albums, incluant des pièces pour guitare seule, des concertos pour guitare, de la musique de chambre ainsi que des collaborations avec d'autres musiciens renommés tels que James Galway.

## Carrière musicale
Yamashita commença à étudier à l'âge de 8 ans avec son père, Toru Yamashita. En 1972, âgé de onze ans, il remporta la Kyushu Guitar Competition. Quatre ans plus tard, il remporta le premier prix de la All Japan Guitar Competition. En 1977, il remporta trois importants prix internationaux : le Ramirez en Espagne, l'Alessandria en Italie et Paris Radio France Competition, devenant ainsi le plus jeune lauréat enregistré.

## Source de la traduction
- (en) Cet article est partiellement ou en totalité issu de l’article de Wikipédia en anglais intitulé « Kazuhito Yamashita » (voir la liste des auteurs).
- Notices d'autorité :   - VIAF
  - ISNI
  - BnF (données)
  - IdRef
  - LCCN
  - GND
  - Japon
  - CiNii
  - Espagne
  - Israël
  - NUKAT
  - Tchéquie
  - WorldCat